# 柏木葉二
柏木 葉二（かしわぎ ようじ、1973年 - ）は、鳥取県生まれの現代音楽作曲家、教育者。

## 来歴
島根大学教育学部卒業、東京学芸大学大学院教育学研究科作曲専攻修了。作曲を西岡光夫、小林昭三、住谷智、吉崎清富、金田潮兒、山内雅弘、河添達也に師事。また秋吉台国際20世紀音楽セミナーにおいて、ヨンギー・パクパーン、ブライアン・ファーニホウ、ルカ・フランチェスコーニ、細川俊夫の指導を受ける。現在、神奈川県立神奈川総合高等学校で教鞭をとる。

## 受賞歴
秋吉台国際作曲賞奨学生賞（1993）、同作曲賞（1995）を受賞。ダルムシュタット夏季現代音楽講習会に参加（1996）。秋吉台国際20世紀音楽セミナー&フェスティバル（1996）、Nieuw Ensemble（オランダ）、アンサンブル・モデルン（ドイツ）等によって作品が紹介された。
教育分野においては、「学習指導」において、平成27年度文部科学大臣優秀教職員表彰を受ける（2016）。